# 梅小路定行

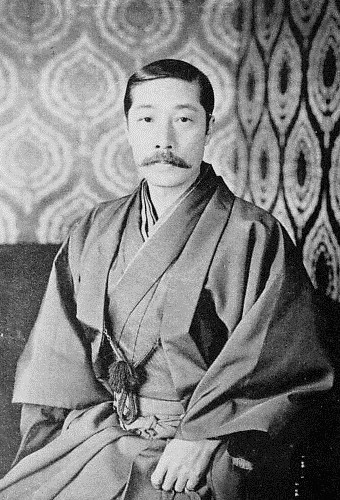
梅小路定行

梅小路 定行（うめこうじ さだゆき、1866年1月3日（慶応元年11月17日）- 1942年（昭和17年）3月26日）は、明治から昭和期の実業家、政治家、華族。貴族院子爵議員。幼名・栄麿。

## 経歴
山城国京都で讃岐権守・梅小路定明の長男として生まれた。明治元年11月21日（1869年3月3日）に父が死去し家督を継承。1880年（明治13年）12月、定行と改名。1884年（明治17年）7月8日、子爵を叙爵した。
京都華族会館勉学所、陸軍士官学校で学んだ。1883年（明治16年）宮中殿掌に就任。以後、日本勧業理事、不動貯蓄銀行取締役、私立東京工科学校長、京都市会議員、上京区会議員、政府貸付金処理委員会委員、米穀取引事業審議委員会委員などを務めた。
1891年（明治24年）7月10日、貴族院子爵議員補欠選挙で当選し、1911年（明治44年）7月9日まで在任。さらに、1929年（昭和4年）7月13日、貴族院子爵議員補欠選挙で当選し、研究会に所属して活動し、死去するまで通算6期在任した。

## 親族
- 母 - 卜半了締の娘。和泉国貝塚、真教院[3]
- 先妻：修子（1867年生） - 子爵清岡長延二女、清岡長言の姉。1893年に離婚。清岡氏は半家 (公家)[1][12]
- 後妻：章子（ふみこ、1873-1949） - 難波宗明長女。宗明は公家で陸軍大尉、西南戦争で戦死した[1]
- 二女：梅溪加寿子（1903年生) - 梅溪通弘妻。通弘は梅溪家9代目当主梅溪通善子爵の子で梅溪通虎の叔父[1][5][13]。
- 長男：定雄（1909年生[14]) - 子爵[1]、刀匠[15]。妻は子爵鍋島直和の娘[15]。
- 二男：吉岡定美（1911-1984)- 東宝社長吉岡重三郎（1883年大阪生まれ、大阪商大卒）の長女初子の婿養子となる。京都大学経済学部卒。銀行員を経て、岳父が創業した東京テアトルに入社し、社長、会長を歴任した[1][16][17]。娘が二人いたが、初子の遺言により遺産は長年夫婦に仕えた家政婦に譲られ、娘らとの間で訴訟騒ぎが起きた[16]。
- 三男：実 - 池尻基房の養子。
- 庶子：牧野富子（1907年生） - 牧野元次郎長男太郞妻[18]